# Liste der Einträge im National Register of Historic Places im Crawford County (Arkansas)
Die Liste der Registered Historic Places im Crawford County führt alle Bauwerke und historischen Stätten im Crawford County in Arkansas auf, die in das National Register of Historic Places aufgenommen wurden.

## Aktuelle Einträge
| Lfd. Nr. | Name                                                     | Bild | Datum der Eintragung | Adresse/Lage                                                                      | Ort                  | ID-Nr.    | Beschreibung |
| -------- | -------------------------------------------------------- | ---- | -------------------- | --------------------------------------------------------------------------------- | -------------------- | --------- | ------------ |
| 1        | Dr. Charles Fox Brown House                              |      | 6. Sep. 1978         | 420 Drennan St.                                                                   | Van Buren            | 78000583  |              |
| 2        | Bryan House                                              |      | 9. Jan. 1978         | 105 Fayetteville St.                                                              | Van Buren            | 78000584  |              |
| 3        | Bryant-Lasater House                                     |      | 19. Sep. 2007        | 770 N. Main St.                                                                   | Mulberry             | 07000958  |              |
| 4        | Bob Burns House                                          |      | 30. Apr. 1976        | 821 Jefferson St.                                                                 | Van Buren            | 76000399  |              |
| 5        | Butterfield Overland Mail Route Lee Creek Road Segment   |      | 29. Sep. 2009        | Lee Creek Rd. W. of AR 220                                                        | Cedarville           | 09000770  |              |
| 6        | Butterfield Overland Mail Route Lucian Wood Road Segment |      | 29. Sep. 2009        | Lucian Wood Road between jct of Armer La. and Cedarville Rd. and AR 220           | Cedarville           | 09000771  |              |
| 7        | Butterfield Overland Mail Route Segment                  |      | 9. Juni 2010         | Bugscuffle Road südlich von Strickler und Old Cove City Road nördlich von Chester | Strickler            | 10000347  |              |
| 8        | Cedarville School Building                               |      | 10. Sep. 1992        | Co. Rd. 523                                                                       | Cedarville           | 92001217  |              |
| 9        | Chester Masonic Lodge and Community Building             |      | 3. März 2000         | Jct. of Front and Dickson Sts.                                                    | Chester              | 00000150  |              |
| 10       | Clarke-Harrell-Burson House                              |      | 14. Mai 1991         | 603 Parkview                                                                      | Van Buren            | 91000582  |              |
| 11       | Drennen-Scott House                                      |      | 10. Sep. 1971        | Drennen Reserve, N. 3rd St.                                                       | Van Buren            | 71000123  |              |
| 12       | Joseph Starr Dunham House                                |      | 3. Mai 1976          | 418 Broadway                                                                      | Van Buren            | 76000400  |              |
| 13       | Fairview Cemetery                                        |      | 1. Juni 2005         | Bounded by AR 59, McKibben Ave. & Poplar St.                                      | Van Buren            | 05000489  |              |
| 14       | Fairview Cemetery, Confederate Section                   |      | 6. Dez. 1996         | SW of jct. of McKibben and 10th Sts.                                              | Van Buren            | 96001407  |              |
| 15       | Frog Bayou Bridge                                        |      | 26. Mai 1995         | AR 282 über den Frog Bayou                                                        | Mountainburg         | 95000648  |              |
| 16       | High Rock Petroglyph Shelter                             |      | 4. Mai 1982          | Address Restricted                                                                | Rudy                 | 82002111  |              |
| 17       | Lee Creek Bridge                                         |      | 6. Apr. 1990         | AR 59, über den Lee Creek                                                         | Natural Dam          | 90000508  |              |
| 18       | Mount Olive United Methodist Church                      |      | 30. Juli 1976        | Lafayette and Knox Sts.                                                           | Van Buren            | 76000401  |              |
| 19       | Mulberry Home Economics Building                         |      | 10. Sep. 1992        | Church St.                                                                        | Mulberry             | 92001218  |              |
| 20       | Muxen Building                                           |      | 29. Mai 2019         | 22733 N. US 71                                                                    | Mountainburg         | 100003986 |              |
| 21       | No. 12 School                                            |      | 4. Jan. 1996         | E of Co. Rd. 402, approximately 6 mi. W of Chester                                | Chester              | 95001481  |              |
| 22       | Old School Presbyterian Church                           |      | 23. Sep. 2009        | 421 Webster St.                                                                   | Van Buren            | 09000740  |              |
| 23       | Old U.S. 64-Van Buren Segment                            |      | 21. Jan. 2010        | Oak Ln. N. of US 64                                                               | Van Buren            | 09001242  |              |
| 24       | Our Lady of the Ozarks Shrine                            |      | 29. Mai 2019         | 22741 US 71                                                                       | Umgebung von Winslow | 100003993 |              |
| 25       | Henry "Harry" Charles Pernot House                       |      | 21. Sep. 2017        | 119 Fayetteville Road                                                             | Van Buren            | 100001646 |              |
| 26       | Slack-Comstock-Marshall Farm                             |      | 9. Juni 1995         | N of AR 220 W                                                                     | Uniontown            | 95000694  |              |
| 27       | Van Buren Confederate Monument                           |      | 26. Apr. 1996        | Courthouse Lawn, jct. of 3rd and Main Sts.                                        | Van Buren            | 96000461  |              |
| 28       | Van Buren Historic District                              |      | 30. Apr. 1976        | Main Street, begrenzt durch Cane Hill Street und den Arkansas River               | Van Buren            | 76000402  |              |
| 29       | Van Buren Overpass                                       |      | 18. Mai 2023         | Jefferson Street zwischen der 4th Street und der Riverfront Road                  | Van Buren            | 100008980 |              |
| 30       | Van Buren Post Office                                    |      | 14. Aug. 1998        | 22 S. Seventh St.                                                                 | Van Buren            | 98000918  |              |
| 31       | Wilhauf House                                            |      | 27. Aug. 1974        | 109 N. 3rd St.                                                                    | Van Buren            | 74000473  |              |
| 32       | Wing School                                              |      | 23. Feb. 2023        | 15312 AR 59                                                                       | Natural Dam          | 100008655 |              |
| 33       | Col. Jacob Yoes Building                                 |      | 5. Juni 1975         | Front St.                                                                         | Chester              | 75000380  |              |